# Antoine Baud (Geistlicher)

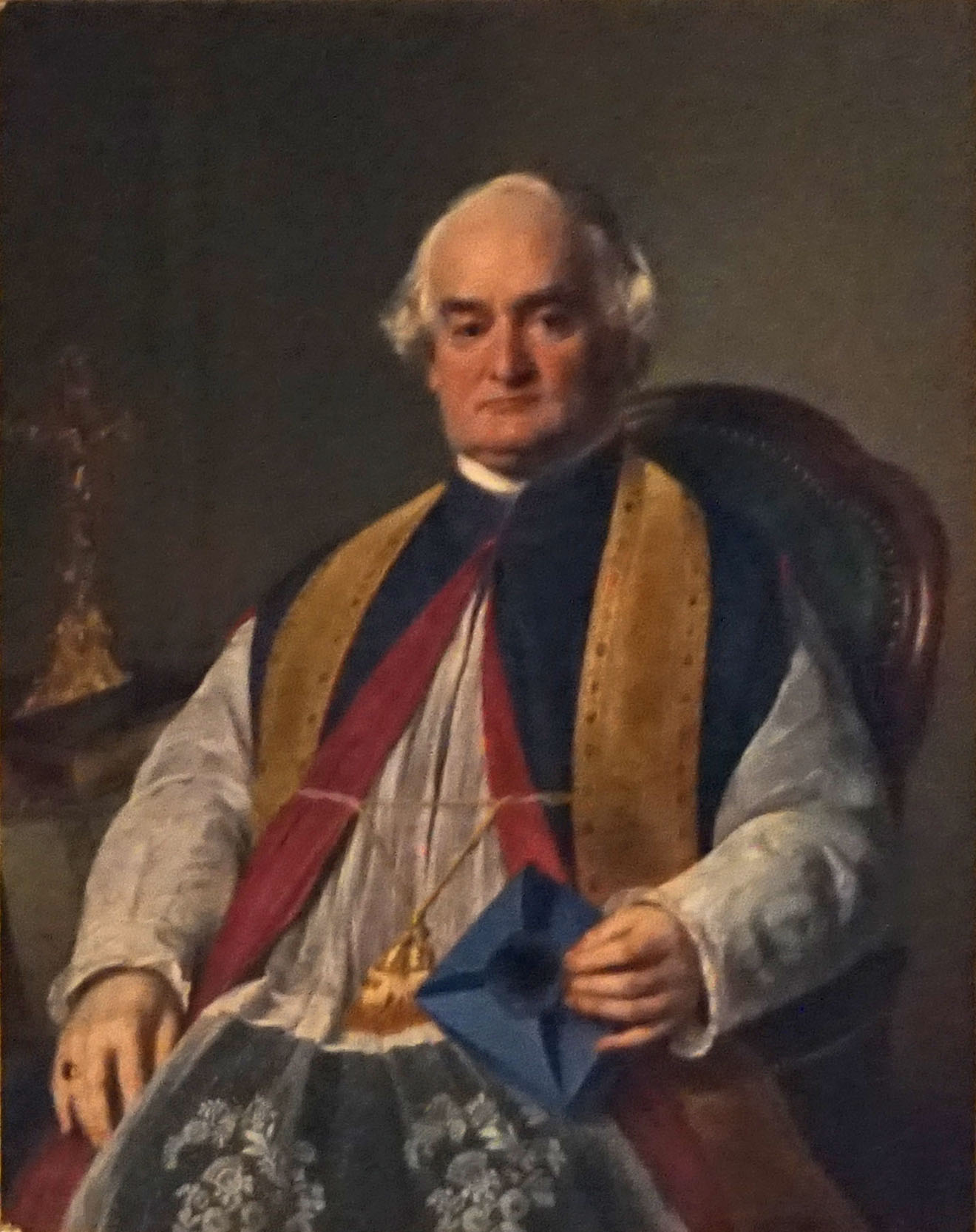
Pfarrer Antoine Baud als Protonotar 1866, Gemälde von Johann Friedrich Dietler in der Kirche St. Peter und Paul

Antoine Baud (* 16. September 1805 in Chêne-Thônex; † 7. Mai 1867 in Bern) war ein Schweizer römisch-katholischer Priester. Er baute während seiner Amtszeit in Bern die Pfarrei neu auf und erwirkte den Bau der ersten katholischen Pfarrkirche St. Peter und Paul (Bern).

## Leben und Wirken
Antoine Baud wurde als Sohn des Joseph Baud und der Jeannette Baud geb. Dunoyer in Chêne-Thônex, (heute Chêne-Bourg und Thônex) geboren. Er besuchte das Gymnasium und Priesterseminar im Kollegium St. Michael in Freiburg. 1830 wurde er in Freiburg von Bischof Tobias Jenni zum Priester geweiht und erhielt seine erste Stelle als Vikar in Genf. 1831 bis 1832 war er unter Pfarrer Christoph Anton Tschann Vikar und dann als dessen Nachfolger bis 1867 Pfarrer in Bern. An der Metzgergasse (heute Rathausgasse) in Bern konnte er mit gespendeten Mitteln ein Haus kaufen, wo ein Pfarrhaus und die neu gegründete katholische Schule eingerichtet wurden. In jahrelanger in- und ausländischer Sammeltätigkeit beschaffte er ein Kapital von rund 600 000 Franken und ermöglichte damit den Bau einer eigenen Kirche beim Berner Rathaus. Ab 1842 war Baud auch für die neu entstandene Gemeinde in Interlaken zuständig. Sein Streben nach Anerkennung der katholischen Konfession im Kanton Bern war mit dem Kirchenbau in Bern ein vorläufiger Erfolg beschieden.
Angriffe auf die katholische Beichte veranlassten Baud 1854 eine apologetische Studie über das Busssakrament: L'Orthodoxie de la confession sacramentelle, auf Deutsch: Die Orthodoxie der sakramentalen Beicht, zu veröffentlichten.
Die grosse Belastung als Seelsorger einer wachsenden Gemeinde, im ständigen Kampf gegen den politischen Widerstand und die Sorge wegen den ständig wachsenden Baukosten für die Kirche, führte zu einer über mehrere Jahre anwachsenden Herzerkrankung, an der er am 7. Mai 1867 verstarb. Noch wenige Tage vorher konnte er an der Primiz eines jungen Priesters teilnehmen, den er selbst getauft und in seiner Gemeinde hatte aufwachsen sehen. Er wurde unter grosser Anteilnahme in einer Gruft in der Krypta seiner Kirche beigesetzt. Ein Gemälde in der Kirche St. Peter und Paul von Johann Friedrich Dietler zeigt ihn im Ornat des Protonotars 1866, wenige Monate vor seinem Tod.

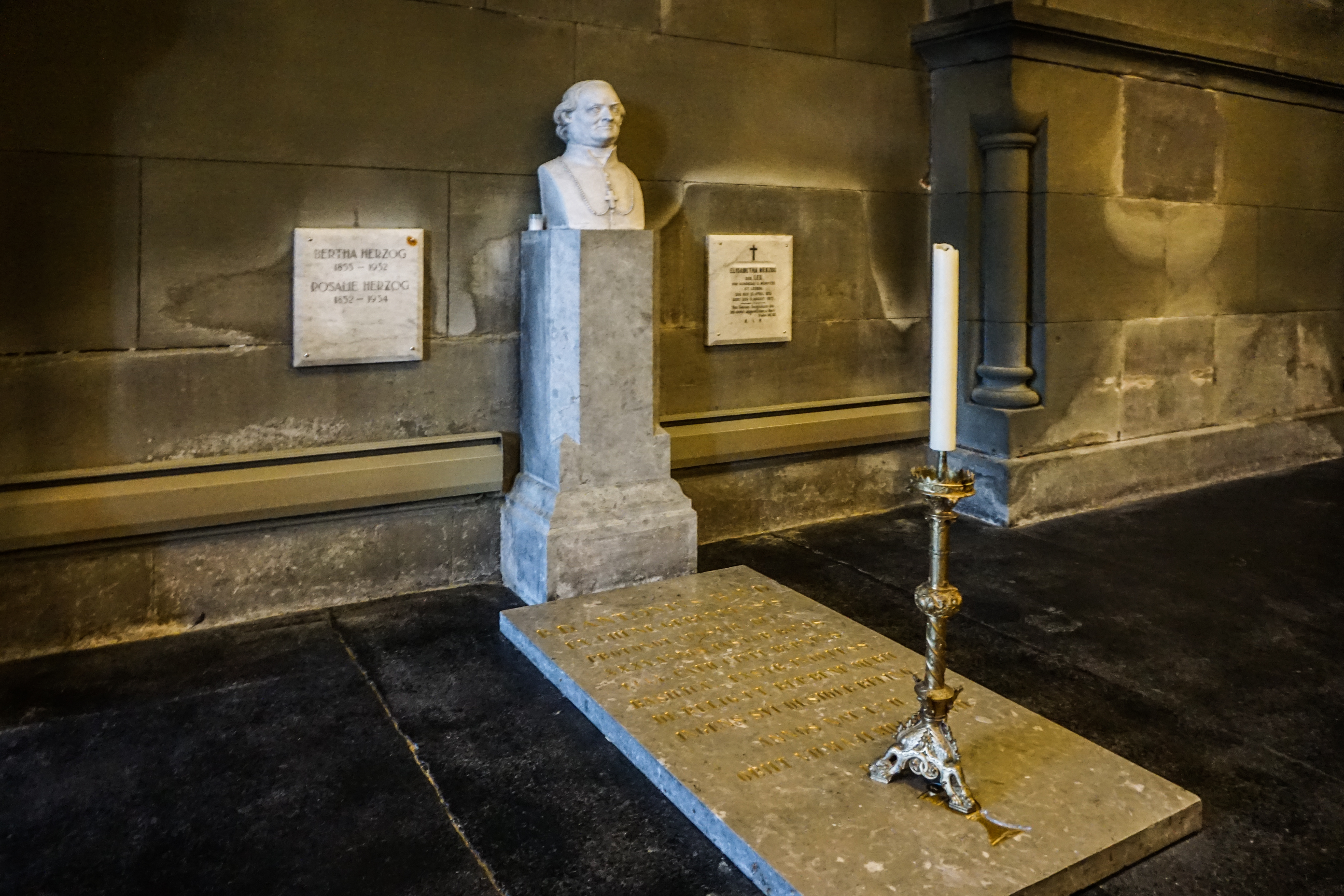
Grabmal von Antoine Baud in der Krypta der Kirche St. Peter und Paul

Die lateinische Inschrift auf der Grabplatte lautet:
R.D. ANTONIUS BAUD
EX CHENE GEBENNENSIS
PROTONOT. APOSTOL. DECAN
XXXV. ANNIS PASTOR BONUS
ECCL. CATH. CIVIT. BERNENSIS
BASILICAE EXSTR. INDEFESS.
DE RELI. ET REP. BENE MERIT
INGENS SVI DESIDER. RELINQ.
ANNOS NAT. LXII.
OBIIT VII. MAJI MDCCCLXVII.
R. I. P.

## Ehrungen
- Ernennung zum Dekan durch den Bischof von Lausanne
- 1865 verlieh ihm Papst Pius IX. den Ehrentitel apostolischer Protonotar mit dem Recht an gewissen Tagen mit Mitra und Stab bischöflich zu zelebrieren.

## Werke
- Antoine Baud: L'orthodoxie de la confession sacramentelle. Imprimerie de J. Bonvalot, Besançon 1856, S. 382 (französisch, eingeschränkte Vorschau in der Google-Buchsuche).
- Antoine Baud: L'orthodoxie de la confession sacramentelle. Nabu Press, City/Country Charleston SC, United States 2011, ISBN 1-271-40358-7, S. 408 (englisch, französisch, Reproduktion).
- Antoine Baud: Bericht des Herrn Pfarrers Baud, betreffend die Erstellung einer katholischen Kirche in Bern, 1853. J. Gassmann, Sohn, 1853, S. 17, doi:10.3931/e-rara-26586.